# Segédsisakdísz

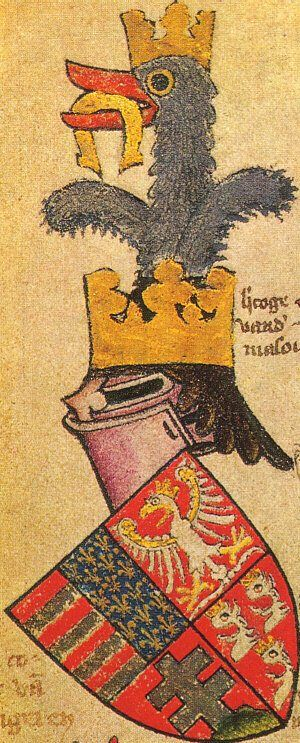
A patkót harapó strucc címerkép leginkább Károly Róbert, Nagy Lajos és Zsigmond magyar királyokhoz kapcsolható, ami segédsisakdíszként volt használatos.

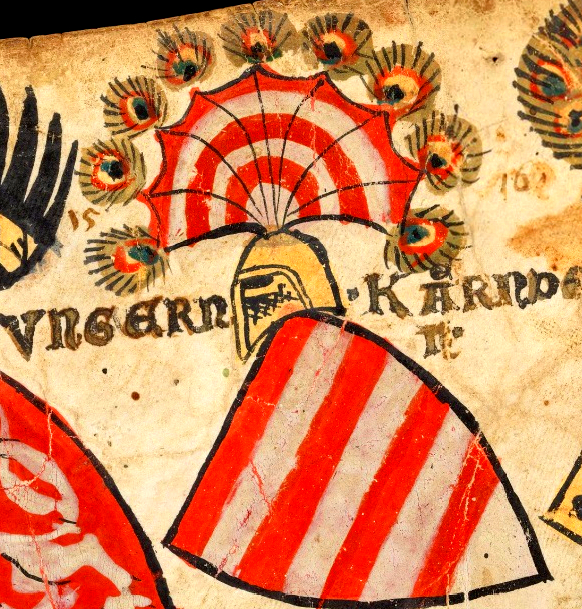
Imre és II. Endre magyar királyok címerpajzsa az 1335 és 1345 között készült zürichi címertekercsen

A segédsisakdísz olyan sisakdísz, mely a pajzsbeli kép vagy az ettől eltérő címerábra kiegészítésére szolgál a sisakon.
A sisak ormára tollakat és egyéb díszeket tűztek, hogy a lovag felismerhető legyen a csatában. Népszerűek voltak az olyan segédsisakdíszek is, mint a sasszárnyak és a bölényszarvak. Ezek még nem valódi sisakdíszek, mert nem a viselőjét jelképezték, csak alkalmi módon utaltak rá, illetve céljuk a valódi sisakdísz kiemelése, hordozása, kiegészítése volt.
Névváltozatok: 
de: Hilfskleinod

Rövidítések:

Ide tartoznak a különféle szárnyak, az ernyődeszka (de: Schirmbrett), tegez (de: Körcher) vagy tolltegez (de: Federkörcher), a sisakpárna, a sisakerszény (de: Butelstand), a strucctollak, agancsok, a zászlócskák (de: Bannerfählein), a legyező, pávatollak stb.
Ezek többsége arra is alkalmas, hogy a sisakdíszen mesteralakokat és a pajzsmező tagolásának módját hordozzák, melyek megjelenítésére a sisakdíszen máskülönben nem volna lehetőség.
A zürichi címertekercsen, a magyar címer vágásait egy ernyőre helyezték segédsisakdíszként.